# Балканізація Росії
Балканізація Росії — гіпотетичний сценарій при якому після поразки у війні у 2027—2047 роки РФ розпадеться на малі держави з нестабільним урядом і держави в процесі конкуренції та впливу іноземних країн будуть розпадатися до політичних атомів, або кланів. Фактично це означає анархічні процеси в перемішку з феноменом, відомим як балканізація.

## Історія назви
Згідно з наявною інформацією, одним із перших, хто ввів у обіг термін «балканізація Росії», був російський історик і політик Павло Мілюков. У 1920 році він опублікував низку статей під цією назвою в журналі «The New Russia».
Мілюков використав цей термін для опису процесу розпаду російської державності після Жовтневого перевороту 1917 року. Він вважав, що розпад призвів до безглуздих міжнародних конфліктів і дестабілізації на колишніх кордонах Російської імперії, а новостворені держави були «штучним і дрібним імперіалізмом», який слугував розмінною монетою для амбіцій великих держав.
Варто зазначити, що концепція балканізації загалом, тобто розпаду великої держави на менші, часто ворожі одна до одної, держави, була відома ще до Мілюкова, і походить від подій на Балканах у XIX — на початку XX століття. Однак саме Мілюков був першим, хто застосував її безпосередньо до Росії.
Типи країн, що можуть утворитися внаслідок політичних процесів:
- Держави-сателіти
- Держави-маріонетки
- Народні республіки, Національні республіки
- Федеративні об'єднання
- Анархічні утворення, Анархо-комуністичні держави
- Диктатура або Клептократія (наприклад комуністична диктатура або нацизм/фашизм)
- Релігійні держави (Теократична республіка)
- Ліберальні або Лібертаріанські утворення
- Гіпотетичні утворення нових типів (Корпоративні держави, Технократія, Меритократія)

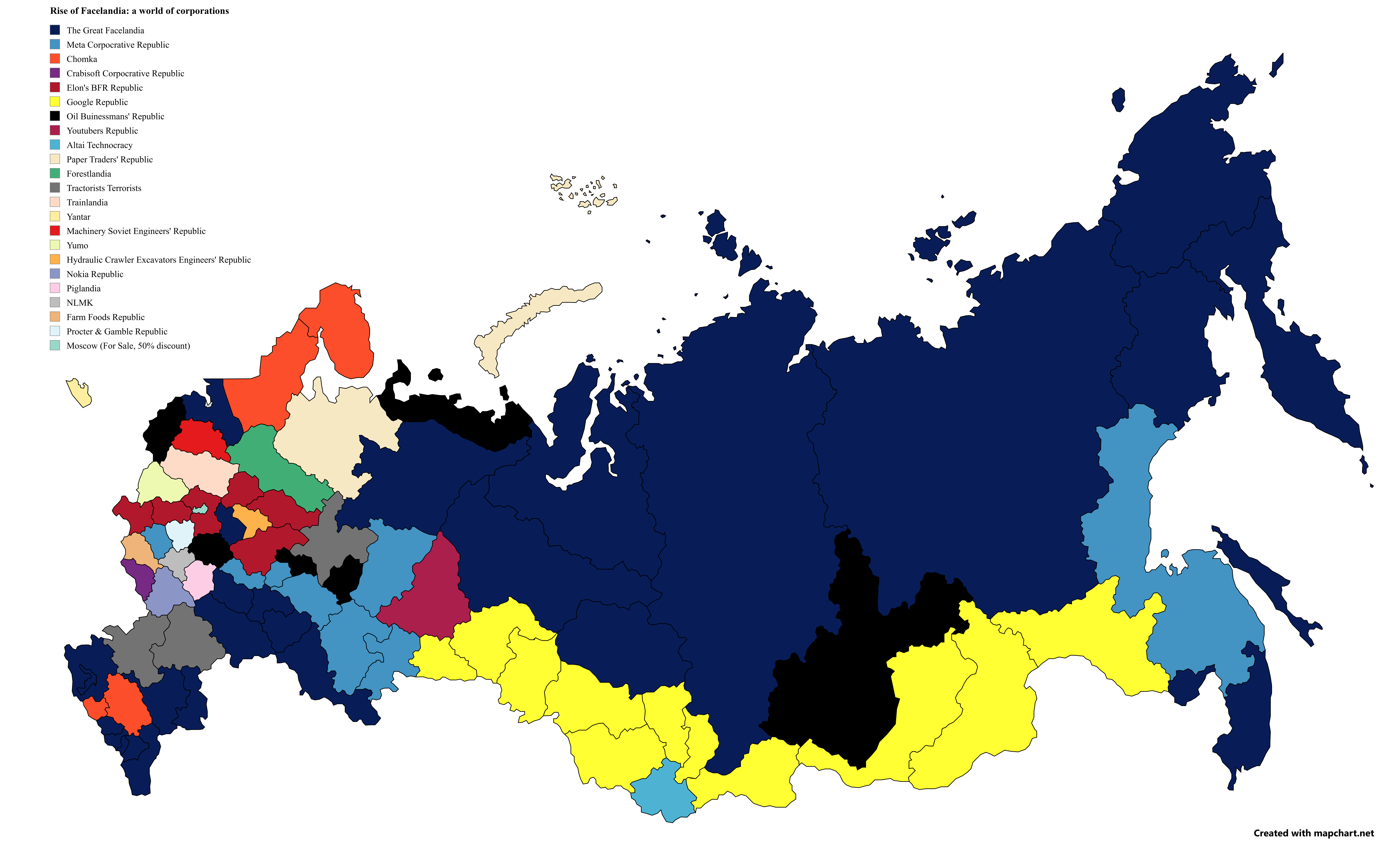
Ru_map_2030_small_hypotesuis